# Premiile muzicale Radio România Actualități 2010
A opta gală a premiilor muzicale Radio România a fost ținută pe 14 martie 2010 în Sala Radio din București, având ca scop recunoașterea celor mai populari artiști români din anul 2009. A fost transmisă în direct pe stațiile Radio România Actualități și Radio România Internațional, difuzată pe posturile TVR 1 și TVR Internațional, și prezentată de Gianina Corondan și Bogdan Pavlică. Premiul Artistul anului i-a revenit [[]]. 

## Spectacole
| Artiști                         | Melodii                                          |
| ------------------------------- | ------------------------------------------------ |
| Nicolae Nițescu                 | „”                                               |
| Andra                           | „”                                               |
| Paula Seling                    | „”                                               |
| DJ Project                      | „”                                               |
| Bloggers                        | „[[]]”                                           |
| INNA                            | „”                                               |
| DJ Layla Alissa                 | „”                                               |
| Voltaj                          | „”                                               |
| Ion Moise Bădulescu             | „”                                               |
| Vasile Șeicaru                  | „În orașul cu floare de tei” „Lumea pentru toți” |
| Ducu Bertzi                     | „”                                               |
| Play & Win                      | „”                                               |
| Raul Cârstea Constantin Nicolae | „”                                               |
| Tony Tomas                      | „”                                               |
| Bere Gratis                     | „”                                               |

## Prezentatori
- Mircea Baniciu - a prezentat premiul pentru Cel mai bun album folk.
- Victor Socaciu - a prezentat premiul Omul cu chitara.
- [[]] - a prezentat premiul pentru , revendicat de [[]] în numele .
- [[]] - a prezentat premiul pentru .
- [[]] - a prezentat premiul pentru .
- [[]] - a prezentat premiul pentru .
- [[]] și [[]] - i-au înmânat Premiul  lui [[]].
- [[]] - a prezentat premiul pentru .
- - a prezentat premiul Big Like - Facebook.
- [[]] și [[]] - au prezentat premiul .
- [[]] și [[]] - i-au înmânat Premiul pentru întreaga carieră compozitorului [[]].
- [[]] - a prezentat premiul .
- [[]] - a prezentat premiul .
- [[]] - a prezentat premiul pentru .
- [[]] - a prezentat premiul pentru Cea mai bună voce masculină.
- [[]] - a prezentat premiul .
- [[]] - a anunțat premiul .

## Câștigători și nominalizați
| Artistul anului | Debutul anului |
| --- | --- |
| - Cristi Minculescu - Ștefan Bănică Jr. - INNA - Holograf | - Bloggers - The Marker - Roller Sis |
| Cel mai bun interpret | Cea mai bună interpretă |
| - Tony Tomas - Mihai Trăistariu - Ștefan Bănică Jr. - Ovidiu Komornyik - Laurențiu Duță | - Andra - Elena Gheorghe - Loredana - Paula Seling |
| Cel mai bun cântec pop | Cel mai bun album pop |
| - „Iubește-mă astăzi, iubește-mă mâine” - Andra - „La tine” - Tony Tomas - „Change” - Puya, Kamelia și George Hora - „Ochii tăi” - Paula Seling - „Calling U” - Tabasco și Ovi - „The Balkan Girls” - Elena Gheorghe | - Culeg vise - Paula Seling - Iubește-mă astăzi, iubește-mă mâine - Andra - Love - Mihai Trăistariu - Secrete publice - Tony Tomas - Thank You - Nicola |
| Cel mai bun cântec pop-dance | Cel mai bun artist pop-dance |
| - „Amazing” - INNA - „Single Lady” - DJ Layla și Alissa - „Samba” - Andreea Bănică și Dony - „Colours” - Morandi - „That’s My Name” - Akcent - „Muleyna” – Neylini                                                   | - INNA - Play & Win - Andreea Bănică - Akcent - Morandi - Tom Boxer - DJ Project - Connect-R                                                            |
| Cel mai bun cântec pop-rock | Cel mai bun album pop-rock |
| - „Pas în doi” - Bere Gratis - „Vara pierdută” - Voltaj - „Picuri de rai” - Jukebox - „Primăvara începe cu tine” - Holograf - „Sunt al tău” - Proconsul - „E criză” - Taxi                                           | - V8 - Voltaj - Pe marele ecran - Bere Gratis - Sens unic - Proconsul                                                                                   |
| Cel mai bun grup pop-rock | Cel mai bun cântec folk |
| - Voltaj - Proconsul - Iris - Bere Gratis - Holograf | - „Delta lunară” – Raul Cârstea și Constantin Neculae - „Lumea pentru toți” - Vasile Șeicaru - „Iar e lună plină” - Zoia Alecu                          |
| Cel mai bun album folk | Omul cu chitara |
| - În orașul cu floare de tei - Vasile Șeicaru - Cărări de maci - Zoia Alecu - Delta lunară - Raul Cârstea și Constantin Nicolae                                                                                      | - Vasile Șeicaru - Ducu Bertzi - Zoia Alecu - Alexandru Andrieș                                                                                         |
| Cel mai bun compozitor | Radio România Junior |
| - Play & Win - Laurențiu Duță - Tom Boxer - George Hora - Adi Cristescu | - Moise Bădulescu - Gabriela Bugle - Maria Crăciun |
| Cel mai difuzat cântec | Cel mai difuzat artist |
| - „Single Lady” - DJ Layla și Alissa | - DJ Project |

Cel mai bun proiect etno Ro-maniac - Damian & Brothers
Cel mai bun proiect discografic „Ducu Bertzi și Florian Pittiș în concert”/Roton Music

## Premii speciale
Ediția din 2014 a premiilor a inclus o categorie specială, care să nu aibă parte de nominalizări anterioare. Premiul pentru întreaga carieră a fost oferit lui Nicolae Nițescu.